# Ольховское водохранилище (Харьковская область)
Ольховское водохранилище — небольшое русловое водохранилище на реке Роганка (левый приток реки Уды). Расположено в Харьковском районе Харьковской области, у сёл Ольховка и Степанки. Водохранилище построено в 1972 году по проекту Харьковского института Укргипроводхоз. Назначение — орошение, рыборазведение, рекреация. Вид регулирования — многолетнее.

## Флора и Фауна
В основном встречаются мелкие виды рыбы: уклейка, краснопёрка, ёрш, бычок. Из-за того, что часть реки которая находится под дамбой, более мелкая (в среднем 1-2 метра), то крупная рыба сконцентрирована в двух речных рукавах: карась, лещ, окунь, щука, сом, толстолоб. Из членистоногих встречаются узкопалые речные раки.
Из моллюсков встречаются прудовики, улитки речные.
Из водорослей встречаются Кладофора и некоторые другие.

## Экология
Водохранилище является относительно чистым, особых сгустков мусора нет, по этому в водохранилище много рыбы и живых организмов. Вода средней прозрачности, в среднем около метра, хотя весной, когда река слабее, видимость повышается до 3 с лишним метров, по этому можно разглядеть практически весь донный ландшафт. Поздним летом и ранней осенью происходит цветение воды.

## Основные параметры водохранилища
- Нормальный подпорный уровень — 131,5 м;
- Форсированный подпорный уровень — 132,7 м;
- Объём воды — 0,002875 км³;
- Полезный объём — 1,950 млн м³;
- Длина — 2,8 км;
- Средняя ширина — 0,36 км;
- Максимальные ширина — 0,45 км;
- Средняя глубина — 2,9 м;
- Максимальная глубина — 6,5 м;
- Площадь поверхности — 1,00 км².[источник не указан 1661 день]

## Основные гидрологические характеристики
- Площадь водосборного бассейна — 62,5 км².
- Годовой объём стока 50 % обеспеченности — 2,8 млн м³.
- Паводковый сток 50 % обеспеченности — 2430000 м³.
- Максимальный расход воды 1 % обеспеченности — 60,3 м³/с.

## Состав гидротехнических сооружений
- Глухая земляная плотина длиной — 302 м, высотой — 8,5 м, шириной — 10 м. Заделка верхового откоса — 1:8, низового откоса — 1:2,5.
- Шахтный водосброс из монолитного железобетона высотой — 7,2 м, размерами 2(3,5×4) м.
- Водосбросный тоннель длиной — 32 м, размерами 2(2,2×2) м.
- Рекомендуемый водовыпуск из двух стальных труб диаметром 400 мм, совмещённый с шахтным водосбросом, оборудован защелками. Расчётный расход — 0,4 м³/с.

## Использование водохранилища
Водохранилище было построено для рыборазведения в Харьковском межхозяйственном предприятии по производству товарной рыбы. Совместно использовалось для орошения в колхозе «Красная Армия» Харьковского района. В настоящее время используется для рекреационных потребностей Ольховского сельсовета Харьковского района.